# Thunderstick
Thunderstick (właściwie Barry Graham albo Barry Purkis) – angielski perkusista. W 1977 roku krótko grał w grupie Iron Maiden, z której został wyrzucony po tym, jak, będąc pod wpływem narkotyków, zasnął podczas koncertu. Od 1979 roku był perkusistą zespołu Samson.
Jest znany z noszenia skórzanej maski podczas koncertów oraz występowania w metalowej klatce.